# Сідлецький Людвіг
Людвіг Сідлецький (Людвіґ Ґжимала Сідлецький, Людвик Ґжимала-Сєдлєцький, «Сава Крилач») (9 квітня 1878, Іркутськ — 1944 (?)) - український політик, письменник, прозаїк. Ветеран Армії УНР. Один з провідних діячів Союзу гетьманців-державників. 

## Життєпис

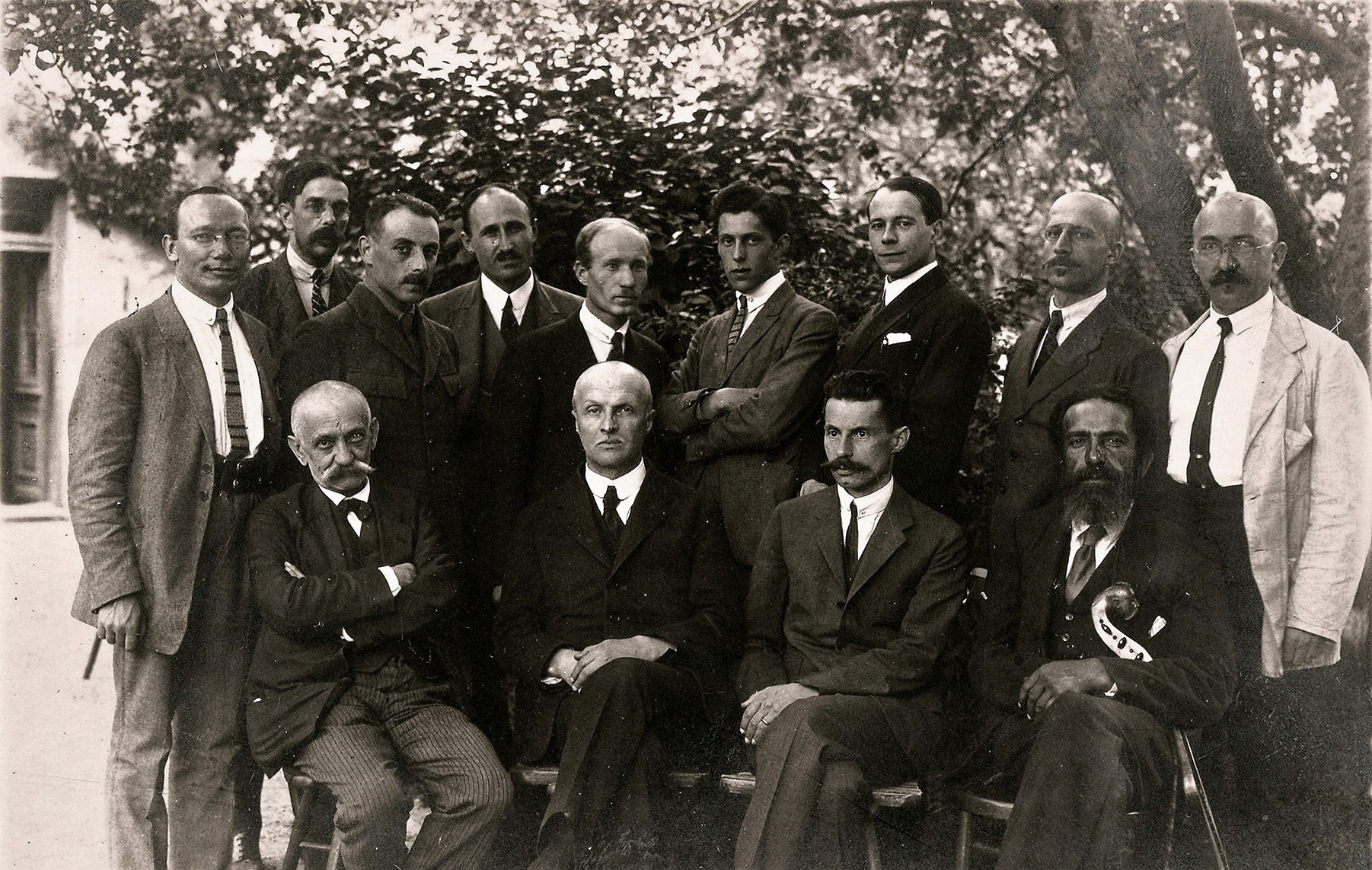
Учасники установчого з'їзду Українського союзу хліборобів-державників, Рейхенау, 4—8 червня 1922 року. Зліва направо сидять: Іван Леонтович, гетьман Павло Скоропадський, В'ячеслав Липинський, Людвіг Сідлецький; стоять Михайло Тимофіїв, Микола Кочубей, Адам Монтрезор, Андрій Білопольський, Михайло Савур-Ципріянович, Ігор Лоський, Володимир Залозецький, Сергій Шемет, Олександр Скоропис-Йолтуховський.

Народився 9 квітня 1878 року в Іркутську в польській родині, яку вислали до Сибіру за участь у повстанні 1863 р. 
Вивчив українську мову за українським перекладом Біблії. Дитинство минуло в родовому маєтку біля Злотополя на Кропивниччині.
Наприкінці 1890-х член польської революційної організації «Промінь». У 1899 студент Львівської політехніки, але не довго. У 1900 співорганізатор Української Соціалістичної Партії, поширював нелегальну літературу. У 1905 році за поширення прокламацій був висланий на три роки на Північ, однак втік із заслання і, взявши з собою шестилітнього сина Гнатка, емігрував до Бразилії. (Їхні пригоди він потім опише в книжці «В пралісах Південної Америки»).
У лютому 1909 року брав участь в з'їзді поміщиків і польської інтелігенції Лівобережної України в помешканні Франчески Вольської в Києві. Ця група називала себе «українцями польської культури» або «українцями-римокатоликами» і підтримувала видання газети «Przegląd Krajowy» (Київ, 1911), а також збірника студій «Z dziejów Ukrainy. 
Був одружений з сестрою Максима Рильського[джерело?], а його син загинув під Крутами[джерело?]. У 1920 р. у Відні керував безпартійною організацією "Союз українських старшин" Відні. Був старшиною армії УНР.
З 1924 року проживав у Львові, працював у адміністрації маєтків архієпископа Андрея Шептицького та в концерні Івана Тиктора. У 1933-36 роках мешкав у Варшаві і працював відповідальним редактором часопису «Рідна Мова», який редагував Іван Огієнко. З Варшави надсилав до львівської преси свідчення про Голодомор, які отримав від селян, яким вдалося втекти через кордон. Коли у 1936 році редакція переїхала до Жовкви, знову переїхав до Львова.
У 1939–1941 рр. перебував у Кракові і Переворську. Потім рушив на Східну Україну, проте після повернення сталінських військ до Полтави у 1943 р. його слід пропав. 
За деякими відомосями під час німецької окупації був директором місцевого Лігеншафту в смт. Чернелиця на Городенківщині (Покуття), співпрацював з УПА, застрелився в криївці у 1944 році разом із дружиною, оточений радянськими військами.

## Твори
- Крилач Сава. Самостійник. Повість. — Торонто: Клуб приятелів української книжки, 1955.  —.
- Сава Крилач. З Києва до Полтави в 1918 році // Календар-альманах "Дніпро" на звичайний рік 1940. Річник XVII. Львів. 1939. Накладом Українського Товариства Допомоги Емігрантам з України у Львові (Ринок, 10). Стop. 63-74.
- Сава Крилач. В пралісах Південної Америки. Видавництво "Праця" (Бразилія).